# Xã Heron Lake, Quận Jackson, Minnesota
Xã Heron Lake (tiếng Anh: Heron Lake Township) là một xã thuộc quận Jackson, tiểu bang Minnesota, Hoa Kỳ. Năm 2010, dân số của xã này là 333 người.